# Persona 4
Shin Megami Tensei: Persona 4 або Persona 4 (яп. ペ ル ソ ナ 4 Pe ru So na 4) — рольова відеогра, розроблена і видана Atlus для PlayStation 2, хронологічно п'ята в лінійці Shin Megami Tensei: Persona, одного з відгалужень серії Megami Tensei. Persona 4 вийшла в Японії в липні 2008 року, в грудні — в Північній Америці, реліз в Європі відбувся в березні наступного року.
Дія гри Persona 4 на відміну від попередньої гри серії відбувається не в великому місті, а у вигаданому сільському містечку Інаба, але ігрова механіка в обох іграх багато в чому схожа. Головний герой — старшокласник, який на рік переїхав з великого міста в сільську місцевість. Впродовж цього року він був втягнутий в розслідування вбивств і отримує здатність викликати Персон, особливих магічних сутностей, що носять імена древніх богів, демонів або героїв.
Вихід гри в Японії супроводжувався продажами різноманітної фанатської продукції: костюмами персонажів і їх аксесуарами. У Північній Америці разом з грою поширювався диск з обраними композиціями з гри і, на відміну від Persona 3, європейська версія також супроводжувалася диском з саундтреком. Музика до гри була написана Шьоджьо Район Меґуро, а вокальні партії повні Сіхоко Хірата. З вересня 2008 року почався вихід манга-версії гри в журналі Dengeki Black Maoh, а в жовтні 2011 року почалася трансляція аніме-серіалу.

## Персонажі
Головний герой гри — старшокласник Ю Нарукамі, недавно переїхав з великого міста в Інабу, де йому належить прожити рік. В Інабі він зупинився у своїх родичів: дядька Рьотаро Доджіми —  детективу місцевої поліції, що розслідує вбивства, і його шестирічна донька Нанако, яка виконує всю домашню роботу для свого батька. З протагоністом ще працюють мешканці Оксамитової Кімнати, яка в цей раз виглядає як лімузин: господар Кімнати Ігор і його асистентка Маргарет.
У школі герой швидко заводить друзів: Юсуке Ханамура — незграбного сина менеджера місцевого мегамаркету Junes; Чіе Сатонака — енергійна дівчина, яка захоплюється бойовими мистецтвами, і Юкіко Амагі — стримана і елегантна дівчина, яка допомагає в сімейному готелі. Вчотирьох вони виявляють світ всередині телевізора і зустрічають там дружелюбне створення — невеликого ведмедя Тедді (Кума в Японії), виглядає як порожній костюм Маскота. В ході розслідування до них приєднуються Канджі Тацумі — місцевий хуліган, що заплутався в своїй сексуальній і соціальній орієнтації; Рісе Куджікава — підлітковий ідол; і Наото Шірогане — молода жінка-детектив, що вивчає те, що відбувається разом з місцевою поліцією і вимушена одягатися чоловіком.